# Universidade Estadual Paulista em Itapeva
Unesp Itapeva é uma faculdade brasileira da Universidade Estadual Paulista, localizada no município brasileiro de Itapeva, no estado de São Paulo.
Compreende o curso de Engenharia Industrial Madeireira em período integral. Polo da região sudoeste do Estado de São Paulo, Itapeva apresenta forte vocação florestal madeireira. Em função dessa característica, dispõe de um amplo parque industrial voltado às atividades de produção de madeira, papel e celulose e à extração de resina. A região se caracteriza ainda pela alta concentração de áreas de reflorestamento, pela disponibilidade de mão-de-obra habituada a trabalhar com madeira e por uma política voltada para sua industrialização. É nesse universo que, desde o segundo semestre de 2003, a UNESP vem oferecendo, no câmpus de Itapeva o curso de Engenharia Industrial Madeireira.
Em 2014 a Unesp de Itapeva ganhou um novo curso. O curso de Engenharia de Produção do Câmpus de Itapeva possui ênfase na área de Materiais (polímeros, cerâmicos, metais e compósitos). O objetivo principal é propiciar conhecimento para o desenvolvimento de produtos, processos e tecnologias a serem aplicadas em diversos ramos da engenharia, incluindo as indústrias de transformação e fabricação e empresas prestadoras de serviços, além de visar a formação de profissionais aptos a atuarem nas áreas de gestão, planejamento e controle de processos industriais.
Além do curso de graduação, o câmpus de Itapeva dispõe de um cursinho pré-vestibular intitulado "Cuca Fresca". É realizado a cada semestre com três meses de duração. Mais uma oportunidade que os alunos têm para ingressar em um Ensino Superior de qualidade.

## História
O Câmpus Experimental de Itapeva, inicialmente titulado como "Unidade Diferenciada de Itapeva", foi inaugurado no dia 18 de agosto de 2003, como parte do plano de expansão de vagas proposta pelo reitor da UNESP na época, Prof. Dr. José Carlos Souza Trindade.
Diferentemente das unidades consolidadas da UNESP, a operacionalização do câmpus de Itapeva foi realizada utilizando o formato de parceria coletiva entre a UNESP, Governo do Estado e a Prefeitura Municipal de Itapeva, ou seja: 
- à UNESP cabe a responsabilidade pela escolha dos cursos, confecção de seus respectivos projetos pedagógicos e garantia de formação de profissionais com qualidade.
- o Governo do Estado de São Paulo é responsável pelo aporte dos recursos orçamentários necessários à implantação do novo curso, pois não se faz expansão universitária, sem expansão de recursos financeiros.
- a Prefeitura Municipal de Itapeva se responsabiliza pelos prédios com salas de aulas, laboratórios e também pelos serviços gerais relativos à sua manutenção.

Neste convênio a Prefeitura Municipal de Itapeva é a responsável por toda a infraestrutura necessária para o câmpus, desde o terreno onde está localizado, até a construção das salas de aula, salas da administração e biblioteca, dos laboratórios do curso aqui implantado, além dos encargos relativos. A Prefeitura é, também, responsável pelo pagamento da água, luz, telefone, limpeza e manutenção do câmpus. O governo do Estado de São Paulo ficou responsável pelo repasse de verbas extra-cota, parte do ICMS, para a UNESP, para a implementação e manutenção deste Curso. A UNESP, com esta verba extra-cota repassada pelo governo do Estado, coube a elaboração e implementação dos Projetos Pedagógicos do Curso ou seja, é a responsável por selecionar, contratar e pagar os professores e os servidores técnico-administrativos da Unidade, especificar e comprar equipamentos necessários, selecionar os alunos e administrar o Curso onde foi implementado. 
Enfim, a partir do convênio firmado entre UNESP, Governo do Estado e Municípios, as novas unidades tornaram-se realidade em 18 de agosto de 2003, quando o governador do Estado de São Paulo, em solenidade realizada no Câmpus da UNESP de Itapeva, inaugurou todas as sete novas Unidades, denominadas então Unidades Diferenciadas, que foram instaladas nos municípios de Itapeva, Dracena, Ourinhos, Registro, Rosana, Sorocaba/Iperó e Tupã. 
Em relação à estrutura acadêmica, estas Unidades se diferenciam por não contarem com Departamentos, como nas Unidades tradicionais da Unesp. Na Unidade de Itapeva os professores contratados estão ligados aos Conselho de Curso e aos Grupos de Pesquisas, que estão sendo formados à medida que o quadro de Docentes é ampliado. No ato da inscrição dos docentes, para a contratação em Regime de RDIDP, é exigido, tanto um projeto de pesquisa, quanto um plano de ensino, para selecionar o melhor perfil de docente e pesquisador para os objetivos da Unidade. Estes elementos permitem que a banca examinadora possa selecionar o profissional mais adequado aos objetivos do Curso e da Unidade. 
A Unidade de Itapeva hoje possui o curso de graduação em Engenharia Industrial Madeireira, com cerca de 240 alunos, e a partir de 2014 o curso de graduação em Engenharia de Produção. Oferece, ainda, o programa de Pós-Graduação da Faculdade de Engenharia de Guaratinguetá - Unesp, cursos de Mestrado e Doutorado em Engenharia Mecânica, área de Materiais, na linha de pesquisa de Materiais Compósitos Lignocelulósicos.